# Henry Riggs Rathbone

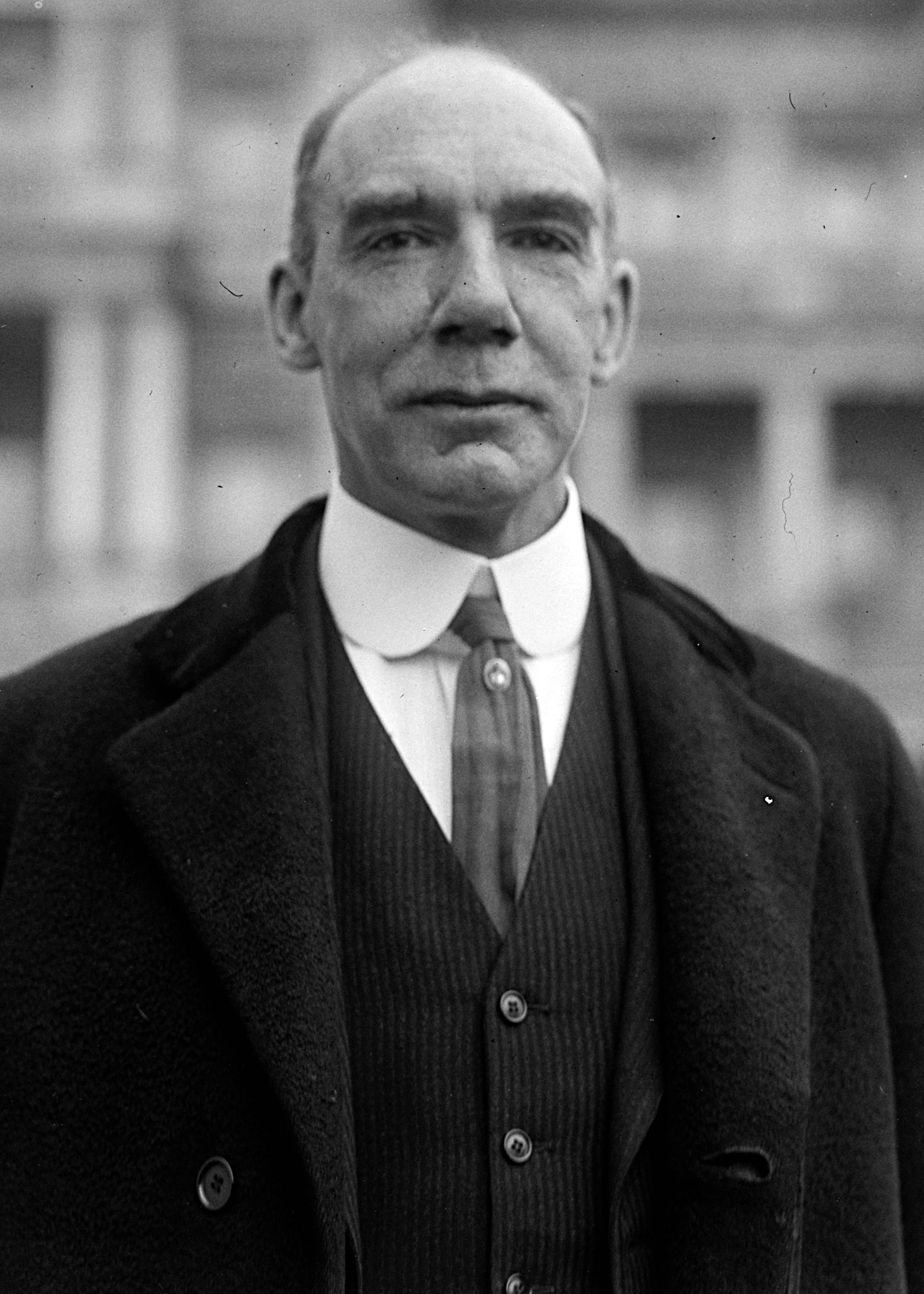
Henry Riggs Rathbone (1923)

Henry Riggs Rathbone (* 12. Februar 1870 in Washington, D.C.; † 15. Juli 1928 in Chicago, Illinois) war ein US-amerikanischer Politiker. Zwischen 1923 und 1928 vertrat er den Bundesstaat Illinois im US-Repräsentantenhaus.

## Werdegang
Henry Riggs Rathbone war der Sohn von Major Henry Reed Rathbone (1837–1911), der am 14. April 1865 Präsident Abraham Lincoln ins Ford’s Theatre begleitete und während des tödlichen Attentats auf den Präsidenten in dessen Loge saß. 1882 wurde Rathbone Sr. amerikanischer Konsul in Hannover. Ein Jahr später ermordete er in einem Anfall von geistiger Umnachtung seine Frau Clara, Tochter von US-Senator Ira Harris, die ebenfalls bei Lincolns Ermordung anwesend gewesen war. Henry Reed Rathbone verbrachte den Rest seines Lebens in einer Nervenheilanstalt in Hildesheim.
Sein Sohn besuchte bis 1887 die Phillips Academy in Andover (Massachusetts) und studierte danach bis 1892 an der Yale University. Nach einem anschließenden Jurastudium an der University of Wisconsin–Madison und seiner 1894 erfolgten Zulassung als Rechtsanwalt begann er in Chicago in diesem Beruf zu arbeiten. Gleichzeitig schlug er als Mitglied der Republikanischen Partei eine politische Laufbahn ein. Im Juni 1916 war er Delegierter zur Republican National Convention in Chicago, auf der Charles Evans Hughes als Präsidentschaftskandidat nominiert wurde.
Bei den Kongresswahlen des Jahres 1922 wurde Rathbone im 27. Wahlbezirk von Illinois in das US-Repräsentantenhaus in Washington gewählt, wo er am 4. März 1923 die Nachfolge von Winnifred Sprague Mason Huck antrat. Nach zwei Wiederwahlen konnte er bis zu seinem Tod am 15. Juli 1928 im Kongress verbleiben. Zwischen 1925 und 1927 war er Vorsitzender des Ausschusses zur Kontrolle der Ausgaben des Handelsministeriums. Zum Zeitpunkt seines Todes war er bereits für eine weitere Wiederwahl nominiert worden.